# Hans Pilger
Hans Carl Adolph Pilger (* 21. Januar 1886 in Köln; † 8. November 1953 in München) war ein deutscher Diplomat.

## Leben
Carl Adolph Pilger (bis 1908, dann Hans) war ein Sohn des Arztes Adolph Pilger und der Emma Netz. Er studierte an der Hessischen Ludwigs-Universität Rechtswissenschaft und wurde 1906 im Corps Hassia Gießen aktiv. Nach dem Ersten Juristischen Staatsexamen wurde 1909 Referendar im Justizdienst des Königreichs Preußen. Während des Ersten Weltkrieges leistete er von 1914 bis 1919 seinen Militärdienst. Nach Kriegsende setzte er seinen juristischen Vorbereitungsdienst fort und wurde 1919 Assessor. Als solcher trat er 1919 in den Diplomatischen Dienst. Zunächst war er von 1920 bis 1924 Vizekonsul am Generalkonsulat Barcelona und danach für einige Zeit Vizekonsul in der Abteilung II des Auswärtigen Amtes tätig. Zwischen 1925 und 1934 war er Gesandtschaftsrat an der Gesandtschaft in Ägypten tätig. 1934 kehrte er nach Berlin zurück, wurde Leiter des Orient-Referats im Reichsaußenministerium und 1935 in dieser Funktion zum Vortragenden Legationsrat befördert. Zum 1. Juni 1937 trat er der NSDAP bei (Mitgliedsnummer 3.919.392), nachdem ein erster Beitritt zum 1. Juni 1934 abgelehnt wurde. Danach war er als Nachfolger von Kurt Ziemke vom 28. August 1937 bis zum Ende des Zweiten Weltkrieges 1945 außerordentlicher Gesandter und bevollmächtigter Minister in Afghanistan. In dieser Funktion empfing er im Februar 1941 den Vorsitzenden des Indischen Nationalkongresses Subhash Chandra Bose. Bei seiner Rückreise aus Afghanistan über die Sowjetunion bei Kuschka wurde er festgenommen und 1945 in der Moskauer Geheimdienstzentrale Lubjanka interniert. Er blieb bis Mitte 1946 inhaftiert. Anschließend lebte er in Starnberg.